# Tiroler Achen
De Tiroler Achen is een rivier, die in de Kitzbüheler Alpen in Oostenrijk als samenloop van de Reither Ache, de Kitzbüheler Ache en de Fieberbrunner Ache als Großache ontspringt, om in Beieren als Tiroler Achen in de Chiemsee uit te monden. De schrijfwijze Tiroler Achen is overigens geen meervoud, maar een eigenaardigheid van de Beierse taal.
De rivier heeft een lengte van 79 kilometer, waarvan 24 kilometer door het Duitse district Traunstein stromen.
De rivierdelta bij de Chiemsee is een beschermd natuurgebied.
Een groeiende bevolking in het Leuken- en het Achental in de jaren '60 van de twintigste eeuw gaf een grote belasting van de Tiroler Achen en daarmee van de Chiemsee en afvoerende wateren. Als gevolg van het geloosde afvalwater in de Tiroler Achen was het water in de jaren '70 ernstig vervuild. Door ecologische maatregelen is de kwaliteit van het water inmiddels verbeterd tot matig vervuild.